# أغنيس مارتن
أغنيس مارتن (بالإنجليزية: Agnes Martin) (و. 1912 – 2004 م) هي رسامة من كندا، والولايات المتحدة، شاركت في دوكومنتا 5 ‏، ودوكومنتا 6 ‏، وكانت عضوةً في الأكاديمية الأمريكية للفنون والعلوم، والأكاديمية الأمريكية للفنون والآداب، توفيت عن عمر يناهز 92 عاماً.
.

## التعليم
تعلمت في جامعة واشنطن الغربية، وكلية المعلمين (جامعة كولومبيا)، وجامعة نيومكسيكو.

## جوائز
حصلت على جوائز منها:
- جائزة إنجاز العمر للتجمع النسائي للفن [الإنجليزية]‏ (2005)
- الميدالية الوطنية للفنون (1998).

## وصلات خارجية
- أغنيس مارتن على موقع IMDb (الإنجليزية)
- أغنيس مارتن على موقع الموسوعة البريطانية (الإنجليزية)
- أغنيس مارتن في قاعدة بيانات الأفلام على الإنترنت